# Rivière Kânitawigamitek (Val-d'Or)
Pour les articles homonymes, voir Kânitawigamitek.
La rivière Kânitawigamitek est un affluent de la rivière des Outaouais, coulant dans le territoire de Val-d’Or, dans la municipalité régionale de comté (MRC) de La Vallée-de-l'Or, dans la région administrative de l’Abitibi-Témiscamingue, au Québec, au Canada.
Le cours de la rivière Kânitawigamitek est situé entre les lacs Granet, Sabourin et Jourdan. Cette rivière traverse les cantons de Lajoie, Granet et Pélissier. La partie supérieure de ce bassin versant est administré par la réserve faunique La Vérendrye ; la rivière Kânitawigamitek formant la limite nord-Ouest de la réserve entre le premier affluent de la rivière en descendant jusqu’au lac Kun.
La rivière Kânitawigamitek coule entièrement en territoire forestier. La principale activité économique de ce bassin versant est la foresterie. La surface de la rivière est habituellement gelée du début de décembre à la fin-avril.

## Géographie
La rivière Kânitawigamitek prend sa source à l’embouchure du lac Carbert (longueur : 0,4 km ; altitude : 355 m) situé au nord-ouest du canton de Lajoie.
Cette source est située à 12,5 km au sud de la confluence de la rivière Kânitawigamitek, à 50,6 km au sud-est du centre-ville de Val-d’Or, à 17,3 km à l'est du Réservoir Decelles, à 7,4 km à l'est du Grand lac Victoria.
Les principaux bassins versants voisins sont :
- côté nord : rivière des Outaouais ;
- côté est : rivière des Outaouais, lac Granet, réservoir Dozois ;
- côté sud : grand lac Victoria, lac Gaotanaga ;
- côté ouest : rivière des Outaouais, réservoir Decelles.

À partir de l’embouchure du lac Carbert, la rivière Kânitawigamitek coule sur 11,6 km selon les segments suivants :
- 5,8 km vers le nord en traversant plusieurs zones humides, dans le canton de Lajoie en traversant la limite sud-Est du canton de Pélissier, et la partie sud-ouest du canton de Granet, jusqu’à l’embouchure du lac Anode (longueur : 0,8 km ; altitude : 317 m) que le courant traverse sur 0,7 km vers le nord-ouest ;
- 1,9 km vers le sud-ouest jusqu’à la rive est du lac Kun et vers le nord-ouest en traversant le lac Kun (altitude : 317 m) sur 0,8 km ;
- 3,9 km vers le nord-ouest jusqu'à la confluence de la rivière[1].

La rivière Kânitawigamitek se décharge dans le canton de Pélissier sur la rive sud-est de la rivière des Outaouais, dans le territoire de Val-d’Or.
Cette confluence de la rivière Kânitawigamitek est située, à 14,4 km à l'est du réservoir Decelles, à 23,2 km à l'ouest de la route 117, à 38,5 km au sud-est du centre-ville de Val-D’Or, à 70,5 km au sud-est du lac Simard et à 31,6 km au nord-ouest du réservoir Dozois.

## Toponymie
Le mot Kânitawigamitek est d’origine amérindienne, de la nation algonquine. Ce terme signifie : qui va d’un côté et de l’autre. Ce terme est aussi utilisé pour désigner le lac Kânitawigamitek situé du côté nord-ouest de la rivière des Outaouais.
Le toponyme rivière Kânitawigamitek a été officialisé le 5 avril 1990 à la Commission de toponymie du Québec.